# Christoph Haitzmann

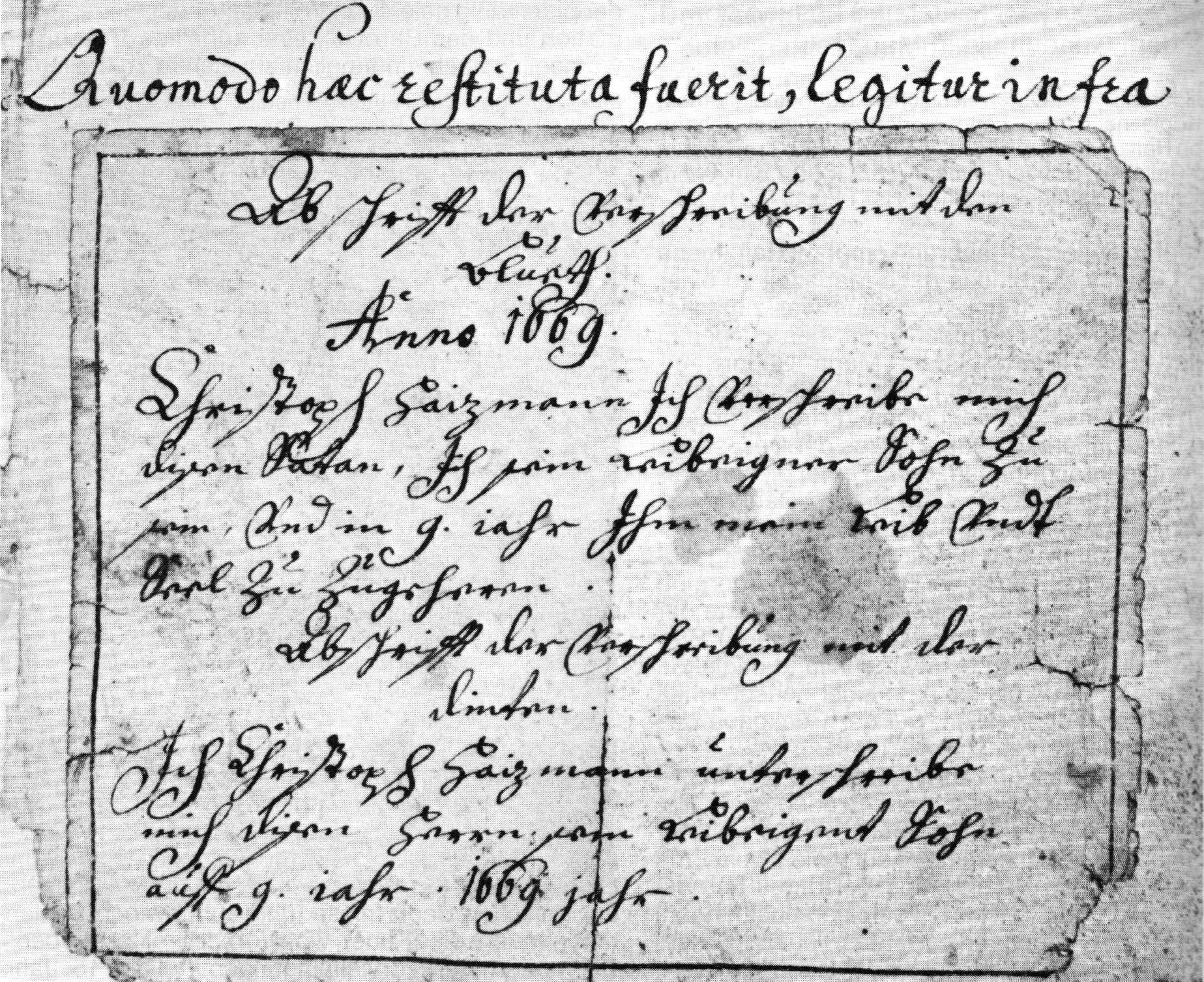
Abschrift des Teufelspakts

Johann Christoph Haitzmann (auch Haizmann; * 1651/1652 in Traunstein; † 14. März 1700 im Konvent Neustadt an der Mettau/Nové Město nad Metují in Böhmen) war ein österreichischer Maler und angeblicher Teufelsbündler.
Aufgrund eines 1668 erstmals eingegangenen Teufelspakts musste sich der Malergeselle mehrfach Teufelsaustreibungen im Wallfahrtsort Mariazell unterziehen. Er wurde zuerst am 5. September 1677 dorthin gebracht, weil er seit einem Kirchenbesuch in Pottenbrunn am 29. August an starken Bauchkrämpfen litt. Der Pfarrer in Mariazell vermutete den Teufel hinter den Krämpfen, und Haitzmann gestand, neun Jahre zuvor einen Pakt mit dem Teufel eingegangen zu sein. Im Jahre 1681 legte Haitzmann Profess als Barmherziger Bruder in Wien ab.
Berühmt wurde Haitzmann im 20. Jahrhundert durch die Analyse seines in einer Handschrift (Trophaeum Mariano-Cellense) des 18. Jahrhunderts dokumentierten Falls durch Sigmund Freud: Eine Teufelsneurose im Siebzehnten Jahrhundert (erstmals in: Imago, 1923).